# Cantó de Mércuer
El cantó de Mércuer és un cantó francès del departament de la Corresa, situat al districte de Tula. Té 10 municipis i el cap és Mércuer.

## Municipis
- Altilhac
- Bassinhac de Debas
- Camps, Sent Maturin e Leubagel
- La Chapèla Sent Geraud
- Golas
- Mércuer
- Raigadas
- Sent Bonet las Tors de Merle
- Sent Julian lo Peregrin
- Sescles

## Història
| Data d'elecció                           | Identitat       | Partit                     | Qualitat |
| ---------------------------------------- | --------------- | -------------------------- | -------- |
| 1970-1994                                | Jean Teilhet    | Divers droite, després RPR |          |
| 1994-                                    | Lucien Delpeuch | RPR, després UMP           |          |
| les dades anteriors no són pas conegudes |                 |                            |          |
|                                          |                 |                            |          |

| 1962  | 1968  | 1975  | 1982  | 1990  | 1999  | 2006  |
| ----- | ----- | ----- | ----- | ----- | ----- | ----- |
| 3.495 | 3.735 | 3.309 | 3.138 | 2.875 | 2.552 | 2.589 |